# Boelvar Admirala Oesjakova
Boelvar Admirala Oesjakova (Russisch: Бульвар Адмирала Ушакова uitspraakⓘ) is een station aan de Boetovskaja-lijn van de Moskouse metro dat op 27 december 2003 werd geopend.

## Ligging en ontwerp
Het station is gebouwd volgens een standaardontwerp voor de “lichte metro” door Zuid-Boetovo, als gevolg van het idee achter de lichte metro is het perron slechts 90 meter lang in plaats van de gebruikelijke 160 meter voor metrostations in Moskou. Het viaductstation ligt in het verlengde van de Boelvar Admirala Oesjakova aan de westkant van de Venevskaja Oelitsa. De enige verdeelhal ligt onder het viaduct aan de westkant van het perron, terwijl de lift voor rolstoelgebruikers aan de oostkant van het perron ligt. Naast de lift staat een monument voor Admiraal Fjodor Oesjakov geflankeerd door een hek met kanonnen. Aan de noordkant ligt een parkeer en reis terrein tussen het station en de Oelitsa Admirala Lazareva. Op het viaduct naar het westen liggen twee doorgaande sporen en een kopspoor dat in normale dienst niet gebruikt wordt maar indien nodig beschikbaar is om metro's te keren.

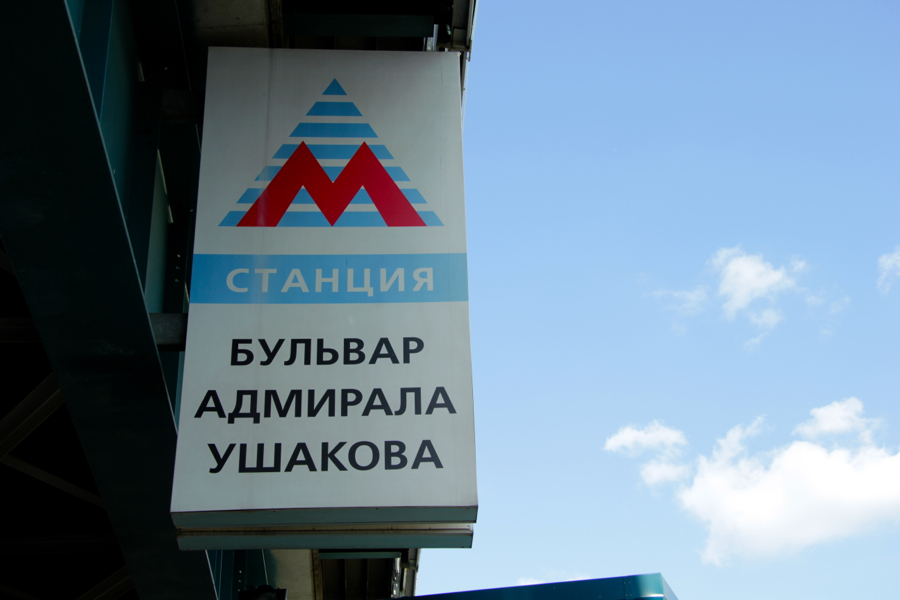
Het naambord aan de gevel
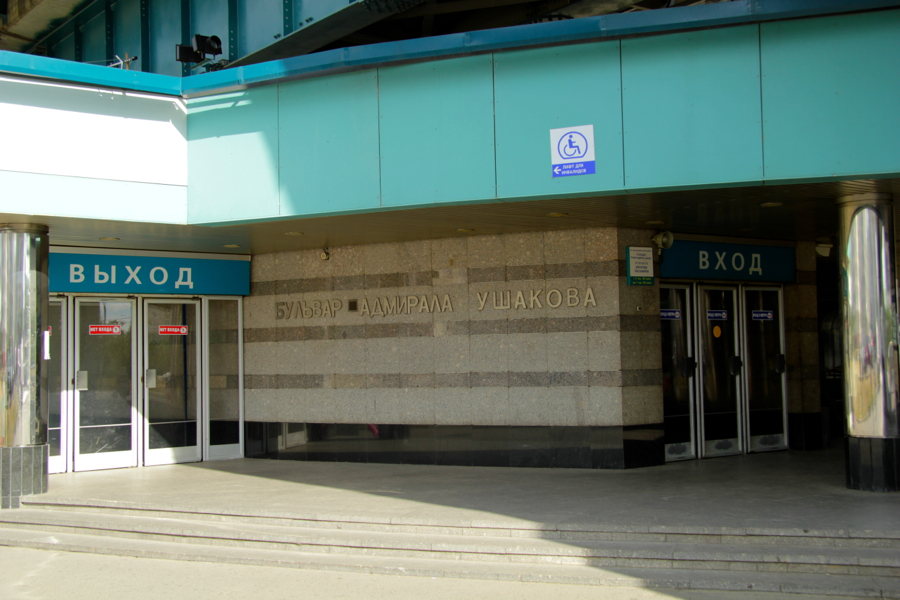
De in- en uitgang
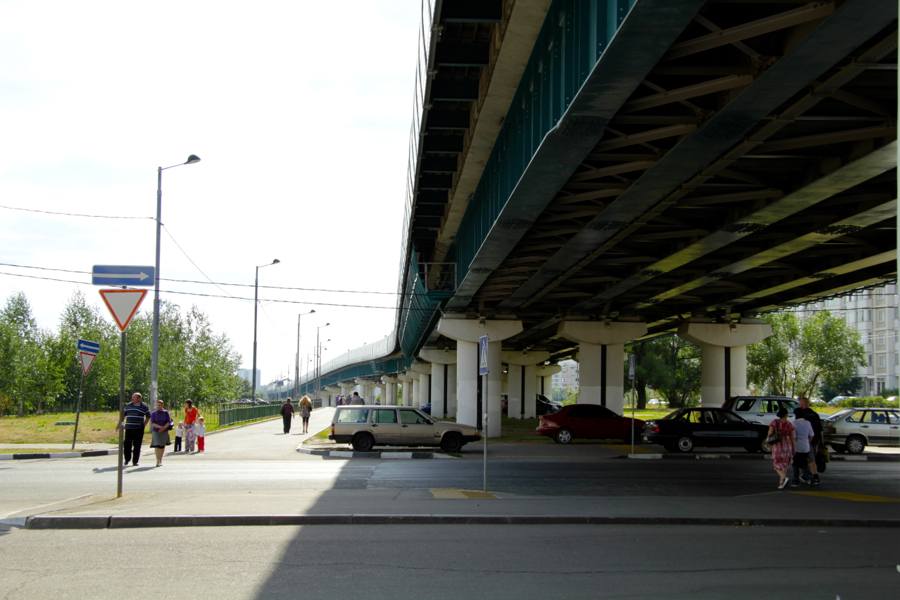
Het driesporige viaduct naar het westen

Reizigers naar het zuiden kunnen vanaf 5:48 uur de metro nemen, in noordelijke richting doordeweeks vanaf 6:02 uur en in het weekeinde 1 minuut later.